# کارمن (فیلم ۱۹۳۲)
کارمن (انگلیسی: Carmen) یک فیلم از سیسیل آرتور لوئیس در سبک موزیکال است.